# Limnátis
Limnátis är en ort i Cypern.   Den ligger i distriktet Eparchía Lemesoú, i den centrala delen av landet, 60 km sydväst om huvudstaden Nicosia. Limnátis ligger 462 meter över havet och antalet invånare är 272. Den ligger på ön Cypern.
Terrängen runt Limnátis är kuperad.Trakten runt Limnátis är ganska tätbefolkad, med 230 invånare per kvadratkilometer. Närmaste större samhälle är Limassol, 16,5 km sydost om Limnátis. Trakten runt Limnátis är i huvudsak ett öppet busklandskap.